# Verka Borisova
Verka Borisova, född 26 februari 1955, är en bulgarisk före detta volleybollspelare.
Borisova blev olympisk bronsmedaljör i volleyboll vid sommarspelen 1980 i Moskva.